# Дрізд-короткодзьоб бурий
Дрізд-короткодзьоб бурий (Catharus fuscescens)  — вид птахів з родини дроздових (Turdidae), роду малих, або короткодзьобих дроздів (Catharus).

## Поширення
Ареал виду простягається у лісовій зоні Канади та США, від тихоокеанського узбережжя аж до атлантичного, Скелястих гір, Великих озер та верхніх Аппалачів. Взимку мігрує до центральних районів Південної Америки, головно до Бразилії. 

## Поведінка
Віддає перевагу вологим листяним лісам, листяним чагарникам поблизу струмків і річок. У старих лісах тримається в нижньому ярусі, часто шукає поживу серед опалого листя, але віддає перевагу узліссям. Часом гніздиться і на відкритих територіях.
Виявлені випадки гніздового паразитизму з боку вашера буроголового, яким дрізд-короткодзьоб бурий ніяк не протистоїть і які можуть негативно впливати на відтворення його популяцій.